# Liste der Biografien/Bef
Liste der Biografien |
Portal Biografien |
Personensuche
# |
A |
B |
C |
D |
E |
F |
G |
H |
I |
J |
K |
L |
M |
N |
O |
P |
Q |
R |
S |
T |
U |
V |
W |
X |
Y |
Z |
?
 
Ba |
Be |
Bd |
Bg |
Bh |
Bi |
Bj |
Bl |
Bm |
Bn |
Bo |
Br |
Bs |
Bu |
Bw |
By |
Bz
 
Bea–Beb |
Bec |
Bed |
Bee |
Bef |
Beg |
Beh |
Bei |
Bej |
Bek |
Bel |
Bem |
Ben |
Beo |
Bep |
Beq |
Ber |
Bes |
Bet |
Beu |
Bev |
Bew |
Bex |
Bey |
Bez
Die Liste der Biografien führt alle Personen auf, die in der deutschsprachigen Wikipedia einen Artikel haben. Dieses ist eine Teilliste mit 6 Einträgen von Personen, deren Namen mit den Buchstaben „Bef“ beginnt.

## Bef

### Beff
- Beffa, Karol (* 1973), französischer Pianist und Komponist
- Beffara, Jean-Marie (* 1962), französischer Politiker, Mitglied der Nationalversammlung
- Beffara, Vincent (* 1977), französischer Mathematiker
- Beffroy de Reigny, Louis-Abel (1757–1811), französischer Dramatiker, satirischer Dichter und Journalist

### Befo
- Befort, Luise (* 1996), deutsche SchauspielerinLuise Befort (* 1996)

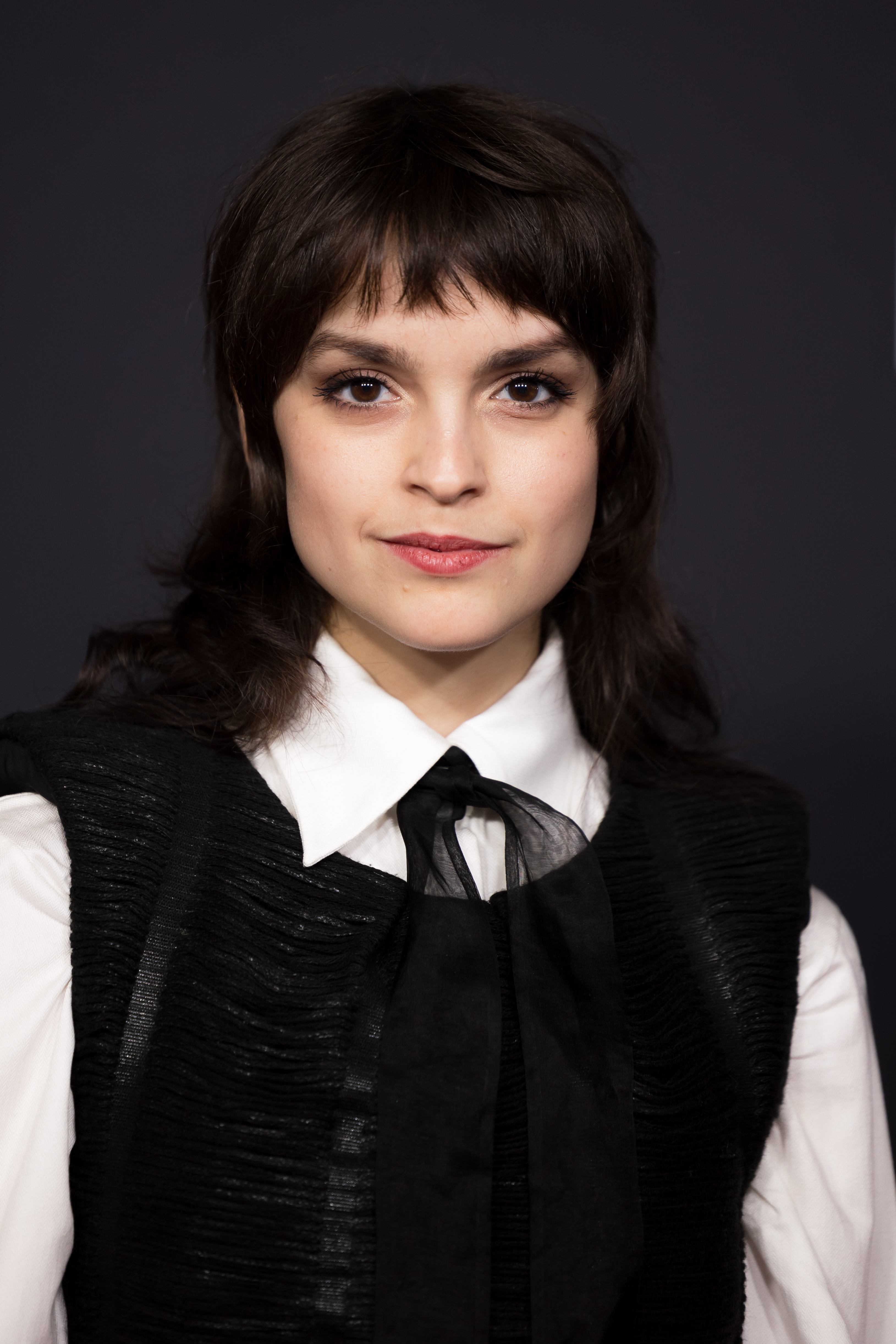
Luise Befort (* 1996)

- Befort, Maximilian (* 1989), deutscher Schauspieler